# Dook van Dijck
Dominick Cornelis (Dook) van Dijck (Amsterdam, 14 juni 1991) is een Nederlands acteur, zanger en presentator.

## Carrière
Dook van Dijck groeide op in Amsterdam. In 2013 studeerde hij af aan de Muziektheateracademie van het Conservatorium Codarts, Hogeschool voor de Kunsten.
In het theater was Van Dijck te zien in de musicals De Marathon, Soldaat van Oranje en Het Pauperparadijs. Ook speelde hij voorstellingen op Lowlands, Down The Rabbit Hole, De Parade en het Next Wave Festival in New York. Samen met Loes Luca en Kim van Zeben was hij te zien in de opera Vrouw Houtebeen van het Residentie Orkest.
Van Dijck was onder andere te zien in de televisieseries Het Klokhuis, Centraal Medisch Centrum, Meiden van de Herengracht, Familie Kruys en Jeuk. Verder speelde hij in de films De Zevende Hemel en All You Need is Love.
In 2014 was hij een van de mede-oprichters van het muziektheatercollectief Club Gewalt. Het sleepte een nominatie binnen voor de BNG Bank Nieuwe Theatermakersprijs 2017.
Sinds 2017 heeft hij zijn eigen YouTubekanaal waar zijn vlogs en series (o.a. Dook Duikt In) te zien zijn. Hij liep modeshows voor H&M en Schwarzkopf.
Ook spreekt hij tekenfilms en series in voor o.a. Nickelodeon en Disney Channel.
In 2019 was Van Dijck te zien als een van de honderd juryleden in het televisieprogramma All Together Now.
In 2024 kwam zijn eerste documentaire-serie Gipsgeheimen uit bij BNNVARA over hoe hij, zonder dat hij dat wist, een lust-obejct was geworden in de gips-fetisj community. Datzelfde jaar vertolkte hij de rol van Gerard Joling in de Videoland-serie PATTY, regisseerde hij twee afleveringen van de KRO-NCRV serie Broodje Aap en was Van Dijck kandidaat bij het 23e seizoen van De Slimste Mens. 

## Filmografie

### Film
- 2015: De Zevende Hemel
- 2018: All You Need Is Love
- 2023: Polder
- 2023: Eerste hulp bij kerst

### Televisie
- 2001: FIT – NPS
- 2005-2009: Het Klokhuis – NTR
- 2014: Jeuk – BNNVARA
- 2015: Meiden van de Herengracht – Net5
- 2015: Zondag met Lubach – VPRO
- 2017: The Comeback – VPRO
- 2017: Centraal Medisch Centrum – RTL 4
- 2018: Buurvrouw & Buurvrouw – Linda TV
- 2019: Familie Kruys – Talpa
- 2024: PATTY – Videoland
- 2024: Broodje Aap - KRO-NCRV (regie)
- 2024: Gipsgeheimen - BNNVARA
- 2024-2025: Woeste grond - AVROTROS
- 2025: Eén grote familie - Videoland

## Theater
- 2012: Soldaat van Oranje – New Productions
- 2013: The Humans – WDW/Next Wave Festival
- 2014: Amsterdammers – Orkater
- 2014-2015: De Heksen -  M-Lab
- 2017: De Marathon - KemnaSenf BV (Kemna Theater en Senf Theaterpartners)
- 2018: Het Pauperparadijs
- 2019: Who’s Afraid of Charlie Stevens – Het Nationale Theater
- 2019: Vrouw Houtebeen - Residentie Orkest
- 2019 - 2020: Haal Het Doek Maar Op - De Graaf & Cornelissen Entertainment
- 2021: Eine Nacht in Venedig - Toneelschuur Producties Haarlem
- 2022-2022: Steef's O. Show - Steef de Jong / Luxor Theater (Rotterdam)
- 2023: SingCity - BonteHond
- 2024: De Prinsenjurk en de Gouden Knoop - Theater Walhalla

## Na-synchronisatie
- Puppy Dog Pals
- Spongebob Squarepants
- 100 things to do before High School
- Bella and the Bulldogs
- Paw Patrol
- Zoey 101
- Dragons
- Violetta
- Bella and the Bulldogs
- Los Bando
- Welcome to the Wayne
- Space Chickens in Space
- Regal Academy
- Monsters at Work